# Syrdon
Syrdon ou Sirdon (ossète: Сырдон) est un personnage principal parmi les légendaires nartes, héros de la mythologie ossète. Le trait principal de sa personnalité est d'être un fripon. Les légendes le nomment « le fléau des Nartes ».

## Étymologie
Syrdon est un dérivé de syrd « bête sauvage » et -on probablement un dérivé possessif. Jean Haudry suggère ainsi que Syrdon est peut-être originellement un « Maître des animaux », tout comme le dieu indien Rudra.

## Légende
Né d'une Narte et d'un « maître des rivières », Syrdon est d'origine méprisé comme un bâtard « trouvé dans les mangeoires ».
Regardé de haut par les autres Nartes même s'ils ont souvent recours à ses conseils, il ne manque pas de les tirer d'affaire lors de leurs rapports avec les géants. Toutefois, Sirdon est aussi un être malfaisant, insultant, en constante hostilité avec d'autres Nartes, parfois même criminel. Il est capable de se métamorphoser, possède un cheval très rapide, et il vit dans un labyrinthe sous terre. 
Syrdon cause la mort de Soslan, un personnage aux traits solaires, en signalant son point faible à son ennemi, une roue, qui en profite pour le tuer lors d'un jeu testant son invincibilité. Les Nartes finissent par tuer Syrdon à son tour pour le punir.

## Interprétations
Georges Dumézil, philologue et comparatiste français à qui l'on doit la majorité de la littérature francophone sur la mythologie ossète, compare Syrdon avec le dieu de la mythologie nordique Loki, notant qu'ils possèdent tous deux pratiquement les mêmes caractéristiques et des légendes proches (meurtre indirect du dieu nordique invincible Baldr puis punition).
Après Jan de Vries qui proposait une nouvelle théorie présentant le dieu nordique comme un trickster, un fripon fourbe et parfois dangereux. Georges Dumézil, dans son ouvrage Loki (1948, 1986), développe cette interprétation psychologique et sociale, interprétant Loki comme un de ces « êtres "en marge", de naissance inférieure, traités en inférieurs, incomplètement adoptés par la société et se détachant eux-mêmes de la société ». Il avance que cette figure est une figure héritée de la période commune indo-européenne et trouve des équivalents en termes de personnalité dans le personnage de Syrdon et le personnage irlandais Bricriu. En effet, comme Loki, Syrdon est indirectement responsable de la mort d'un personnage héroïque quasi-immortel en poussant un autre à l'acte, et s'est même métamorphosé en femme pour obtenir des informations sur le point faible de sa victime. Bricriu est, lui, un semeur de zizanie. Il établit ainsi un personnage divin de satiriste qui utilise une partie de ses dons « à ruser, à tromper, à intriguer, et aussi […] à persifler, à nuire, à haïr ».
Pour Jean Haudry, le but central de la légende de Syrdon est le même que celle de Loki : « plonger le monde dans la nuit cosmique en faisant périr le héros solaire qui renaîtra au début du cycle suivant. ».